# Rue de la Monnaie (Nancy)
Pour les articles homonymes, voir rue de la Monnaie.
La rue de la Monnaie est une des plus anciennes voies de la vieille ville de Nancy, en région Lorraine.

## Situation et accès
La rue de la Monnaie est comprise au sein de la Vieille-ville de Nancy, la voie appartient administrativement au quartier Ville-Vieille - Léopold. Elle se trouve dans le prolongement de la rue de Callot.

## Origine du nom
Nommée rue de la Monnaie en souvenir de l'hôtel des monnaies du duché de Lorraine, bâti en 1721 par Boffrand pour le duc Léopold. Dans cet hôtel étaient établis : le siège des monnaies de Lorraine et Bar, la Chambre des Comptes et le
Trésor des Chartes.

## Historique

Plan de Nancy datant de 1752, où est indiquée la rue de la Monnaie.

Vers 1537 y fut installé l'atelier monétaire de Nancy, puis l'architecte Germain Boffrand y a érigé entre 1721 et 1725 l'Hôtel de la Monnaie, inscrit monument historique, qui abrite de nos jours les archives ducales et départementales.
Elle a porté les noms de « rue de la Monnoye », « rue de l'Estrapade », « rue de la Poterne », « rue Callot », « rue des Comptes ».
L'ouverture vers la Place Carnot a été réalisée en 1769 lors de la destruction des remparts.